# Solo Dos
Pour les articles homonymes, voir Solo.
Solo Dos est un groupe de Hip-hop Latino de Suisse, composé principalement des deux frères Vega, Thony et Isaias. Directement importées de la République dominicaine, les sonorités du duo Solo Dos reflètent leurs origines et créent un mélange "caliente" de sons urbains et de "Barrio Rap", une musique multiculturelle en provenance de l'underground latino représentant la jeune génération latino.

## Biographie
Solo Dos a commencé son parcours musical il y a plusieurs années avec le collectif Hip Hop suisse Double Pact. Compositeurs et interprètes, le duo chantent en Espagnol, Français et en Anglais. 

## Collaboration Artistique
Solo Dos a récemment tourné à travers la Suisse, la France et l'Espagne avec Aventura, Sergent Garcia, Orishas et Patrice, leur conférant dès lors un nom de référence sur la scène latino européenne. Pour leur nouvel opus, Cocolo Juice, Solo Dos a eu l'occasion de collaborer avec un grand nombre d'artistes de renommée internationale tels que Orishas, le groupe Aventura et Patrice.

## Carrière Musicale
Les Solo Dos ont sorti leur premier album, Barrio Story, en juillet 2005 chez Universal Music Switzerland. L'album s'est vu couronné de succès et fut sacré parmi les meilleures ventes Hip Hop en Suisse cette année-là[réf. nécessaire]. 
En 2007, la chanson Lo Quiere to a été sélectionné aux États-Unis pour la bande sonore de la série télévisée Ugly Betty, diffusée sur la télévision américaine ABC, sur TF1 (France), Sat1 (Allemagne), Channel 4 (UK), Seven Network (Australie), Star World (Inde), TV Azteca (Mexique) et bien d'autres chaines à travers le monde. Leur musique a également été retenue pour plusieurs autres films américains indépendants, notamment The Dead Girl, réalisé par Karen Moncrieff. 
Le nouvel album des Solo Dos, Cocolo juice, produit par le label TBA AG est sorti en mai 2008.

## Discographie
- 2005 : Barrio Story
- 2008 : Cocolo Juice